# Pokšenga
Pokšenga (rus. Покшенга, Покшеньга) je rijeka u Vinogradovskom i Pinežskom rajonu Arhangelske oblasti u Rusiji, lijevi pritok Pinege. Duga je 170 km, s površinom porječja od 4960 km2.

## Porječje i tok rijeke
Porječje rijeke Pokšenga zauzima jugozapadni dio Pinežskog rajona, sjeveroistočni dio Vinogradovskog rajona, a također i neka manja područja Holmogorskog rajona. Glavni pritoci Pokšenge su Šatogorka (desni), Ohtoma (lijevi), Pilmenga (desni) i Šilmuša (desni).
Izvor Pokšenge nalazi se na jugu Pinežskog rajona, blizu granice s Vinogradovskim rajonom. Teče prema sjeverozapadu, prelazi granicu i ulazi u Vinogradovski rajon, zatim se vraća u Pinežski rajon i teče na granici između rajona. Nakon što prihvati lijevu pritoku Kosvey, Pokšenga se udaljava od granice i skreće prema sjeveroistoku. Prvo selo u riječnoj dolini je Kovra. Donji dio doline Pokšenge je naseljen. Ušće Pokšenge nalazi se u blizini sela Kobelevo, nizvodno od okružnog centra Karpogory.

## Promet
Pokšenga je bila dio stare trgovačke rute koju su novgorodski trgovci koristili za dolazak iz porječja Sjeverne Dvine u porječje rijeke Pečore. Trgovci su išli od Sjeverne Dvine uzvodno Pukšengom, zatim se kretali prema Pokšengi i nizvodno do Pinege. Iz Pinege su koristili Ježugu, Zirjansku Vašku i Vašku kako bi stigli do Mezena, a potom Pjozu i Ciljmu kako bi stigli do Pečore.
Do 1990-ih rijeka se koristila za splavarenje drva. 